# Charlie Wilson (Musiker)

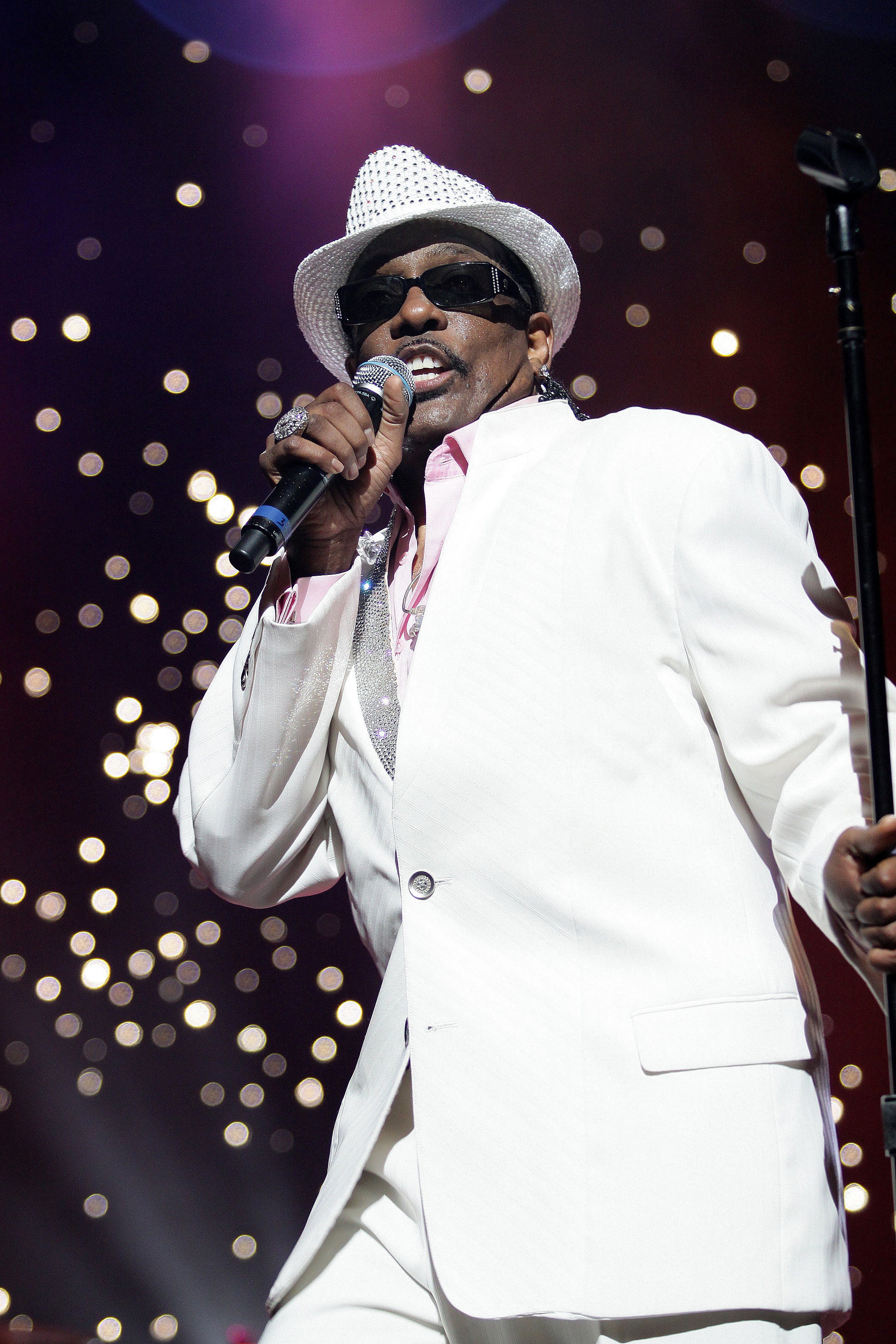
Charlie Wilson (2010)

Charlie Wilson (* 29. Januar 1953 in Tulsa, Oklahoma) ist ein US-amerikanischer Musiker. In den 1970er und 1980er Jahren wurde er bekannt als Leadsänger der Funk- und Soulgruppe The GAP Band.

## Leben und Wirken
Wilson begann bereits im Alter von drei oder vier Jahren im Kirchenchor zu singen. Später war er Mitglied im Chor seiner Junior High School. Mit seinen Brüdern Ronnie und Robert rief er 1967 die Greenwood, Archer and Pine Street Band, die 1979 in Gap Band umbenannt wurde, ins Leben. Zwischen 1979 und 1984 erreichten vier Alben der Band in den USA Platinstatus.
Nachdem es um die Band stiller geworden war, veröffentlichte Wilson 1992 und 2000 Soloalben. 2005 kehrte er mit dem Titel Signs, eine Kollaboration mit Snoop Dogg und Justin Timberlake, zurück in die internationalen Charts. Kurz darauf veröffentlichte er sein drittes Album Charlie, Last Name: Wilson.
Von März bis April 2024 nahm Wilson als Ugly Sweater an der elften Staffel der US-amerikanischen Version von The Masked Singer teil, in der er den neunten Platz erreichte.

## Diskografie

### Studioalben
| Jahr | Titel                      | Höchstplatzierung, Gesamtwochen, AuszeichnungChartsChartplatzierungen (Jahr, Titel, Platzierungen, Wochen, Auszeichnungen, Anmerkungen) | Anmerkungen                             |
| Jahr | Titel                      | US | Anmerkungen                             |
| ---- | -------------------------- | --- | --------------------------------------- |
| 1992 | You Turn My Life Around    | — | Erstveröffentlichung: 21. Juli 1992     |
| 2000 | Bridging the Gap           | US152 (10 Wo.)US | Erstveröffentlichung: 14. November 2000 |
| 2005 | Charlie, Last Name: Wilson | US10 Gold · (18 Wo.)US | Erstveröffentlichung: 23. August 2005   |
| 2009 | Uncle Charlie              | US2 (34 Wo.)US | Erstveröffentlichung: 17. Februar 2009  |
| 2010 | Just Charlie               | US19 (17 Wo.)US | Erstveröffentlichung: 7. Dezember 2010  |
| 2013 | Love, Charlie              | US4 (16 Wo.)US | Erstveröffentlichung: 29. Januar 2013   |
| 2015 | Forever Charlie            | US17 (7 Wo.)US | Erstveröffentlichung: 27. Januar 2015   |
| 2017 | In It To Win It            | US7 (6 Wo.)US | Erstveröffentlichung: 17. Februar 2017  |

### Singles als Leadmusiker
| Jahr | Titel Album                      | Höchstplatzierung, Gesamtwochen, AuszeichnungChartplatzierungen (Jahr, Titel, Album, Platzierungen, Wochen, Auszeichnungen, Anmerkungen) | Höchstplatzierung, Gesamtwochen, AuszeichnungChartplatzierungen (Jahr, Titel, Album, Platzierungen, Wochen, Auszeichnungen, Anmerkungen) | Anmerkungen                            |
| Jahr | Titel Album                      | DE | US | Anmerkungen                            |
| ---- | -------------------------------- | --- | --- | -------------------------------------- |
| 2005 | Charlie, Last Name: Wilson       | — | US67 (14 Wo.)US | Erstveröffentlichung: 2005             |
| 2008 | There Goes My Baby Uncle Charlie | DE98 (2 Wo.)DE | — | Erstveröffentlichung: 24. Oktober 2008 |

Weitere Singles
- 1992: You Turn My Life Around
- 1992: Sprung on Me
- 2000: Without You
- 2000: Big Pimpin (feat. Nate Dogg)
- 2005: Charlie, Last Name Wilson
- 2005: Magic
- 2008: Supa Sexy (feat. T-Pain & Jamie Foxx)
- 2009: There Goes My Baby
- 2009: Can’t Live Without You
- 2010: You Are
- 2011: I Wanna Be Your Man (feat. Fantasia)
- 2011: Life of the Party
- 2012: My Love Is All I Have
- 2013: Turn Off The Lights
- 2013: I Still Have You
- 2014: Goodnight Kisses
- 2016: I’m Blessed (feat. T.I.)
- 2017: Good Time
- 2017: Chills
- 2020: Forever Valentine
- 2020: All of My Love (feat. Smokey Robinson)
- 2023: Superman

### Singles als Gastmusiker
| Jahr | Titel Album                                         | Höchstplatzierung, Gesamtwochen, AuszeichnungChartplatzierungen (Jahr, Titel, Album, Platzierungen, Wochen, Auszeichnungen, Anmerkungen) | Höchstplatzierung, Gesamtwochen, AuszeichnungChartplatzierungen (Jahr, Titel, Album, Platzierungen, Wochen, Auszeichnungen, Anmerkungen) | Höchstplatzierung, Gesamtwochen, AuszeichnungChartplatzierungen (Jahr, Titel, Album, Platzierungen, Wochen, Auszeichnungen, Anmerkungen) | Höchstplatzierung, Gesamtwochen, AuszeichnungChartplatzierungen (Jahr, Titel, Album, Platzierungen, Wochen, Auszeichnungen, Anmerkungen) | Höchstplatzierung, Gesamtwochen, AuszeichnungChartplatzierungen (Jahr, Titel, Album, Platzierungen, Wochen, Auszeichnungen, Anmerkungen) | Anmerkungen |
| Jahr | Titel Album                                         | DE | AT | CH | UK | US | Anmerkungen |
| ---- | --------------------------------------------------- | --- | --- | --- | --- | --- | --- |
| 1996 | Snoop’s Upside Ya Head Tha Doggfather               | DE34 (7 Wo.)DE | — | — | UK12 (7 Wo.)UK | — | Erstveröffentlichung: 14. September 1996 Snoop Dogg feat. Charlie Wilson                                       |
| 2003 | Beautiful Paid tha Cost to Be da Bo$$               | DE27 (13 Wo.)DE | AT64 (4 Wo.)AT | CH19 (24 Wo.)CH | UK23 Gold · (37 Wo.)UK | US6 (20 Wo.)US | Erstveröffentlichung: 7. Februar 2003 Verkäufe: + 445.000 Snoop Dogg feat. Pharrell & Charlie Wilson           |
| 2005 | Signs R&G (Rhythm & Gangsta): The Masterpiece       | DE3 Gold · (15 Wo.)DE | AT5 (18 Wo.)AT | CH5 (17 Wo.)CH | UK2 Platin · (19 Wo.)UK | US46 Gold · (14 Wo.)US | Erstveröffentlichung: 25. April 2005 Verkäufe: + 1.297.500 Snoop Dogg feat. Justin Timberlake & Charlie Wilson |
| 2011 | All of the Lights My Beautiful Dark Twisted Fantasy | DE— GoldDE | AT68 (1 Wo.)AT | CH46 (8 Wo.)CH | UK15 ×2Doppelplatin · (26 Wo.)UK | US18 ×7Siebenfachplatin · (28 Wo.)US | Erstveröffentlichung: 18. Januar 2011 Verkäufe: + 8.667.500 Kanye West feat. Various Artists                   |
| 2015 | Peaches N Cream Bush                                | — | — | — | UK58 (2 Wo.)UK | — | Erstveröffentlichung: 10. März 2015 Snoop Dogg feat. Charlie Wilson                                            |

Weitere Gastbeiträge
- 2009: Download (Lil’ Kim feat. T-Pain & Charlie Wilson)
- 2013: Bound 2 (Kanye West feat. Charlie Wilson)
- 2015: Tiring Game (John Newman feat. Charlie Wilson)